# Komono, Mie
Komono (菰野町 Komono-chō) là thị trấn thuộc huyện Mie, tỉnh Mie, Nhật Bản. Tính đến ngày 1 tháng 10 năm 2020, dân số ước tính thị trấn là 40.559 người và mật độ dân số là 380 người/km2. Tổng diện tích thị trấn là 107 km2.

## Địa lý

### Đô thị lân cận
- Mie
  - Yokkaichi
  - Inabe
- Shiga
  - Higashiōmi
  - Kōka